# Elias Disney
Elias Disney (6. února 1859 Morris-Turnberry – 13. září 1941 Hollywood) byl americký podnikatel irského původu, otec synů Herberta, Raymonda, Roye, Walta a dcery Ruth Disneyových.

## Život
Elias se narodil roku 1859 irskému přistěhovalci Kepple Disneymu, který se se svými rodiči roku 1836 přistěhoval z Evropy do New Yorku. V roce 1888 se Elias oženil s Florou Call a spolu se přestěhovali do centrálních částí poloostrova Florida. V témže roce se jim narodil první syn, Herbert. Po dvou letech se rodina opět stěhovala, tentokrát do Chicaga, kde Elias pracoval jako tesař. Toho roku (1890) se manželům narodil druhý syn Raymond, jehož o tři roky později (1893) následoval třetí syn Roy. Dne 5. prosince 1901 přibyl do manželství čtvrtý syn, Walt, a o dva roky později (1903) první dcera, Ruth.
Roku 1906 se celá rodina přestěhovala do Marceline v americkém státě Missouri. Jakmile ale Elias ztratil práci, přestěhovali se roku 1911 Disneyovi do Kansas City, kde Elias začal farmařit. Tehdy malý Walt prvně začal kreslit zvířátka, která viděl ve svém okolí. Roku 1914 začala první světová válka. Protože se ale Eliasovi na farmě nedařilo, musel ji během války roku 1916 v dražbě prodat a přestěhoval se do města, kde již část svého života prožili, do Chicaga. Syn Walt ale zůstal v Kansas City. Následně Elias prodával ve svém obchodě cukrovinky, ale když ani s tím neuspěl, začal ve stánku prodávat noviny a časopisy.
Na sklonku třicátých let 20. století, v roce 1938, doma zemřela Eliasova manželka Flora. O tři roky později (1941) na cestách zemřel i Elias.